# Lars G. Persson
Lars Göran Persson, född 13 maj 1937 i Göteborgs Karl Johans församling i Göteborgs och Bohus län, är en svensk militär.

## Biografi
Persson avlade studentexamen 1957. Han avlade marinofficersexamen vid Sjökrigsskolan 1960 och utnämndes samma år till fänrik vid Gotlands kustartillerikår, där han var plutonchef 1960–1964. Han befordrades till löjtnant 1962, var plutonchef och batterichef vid Älvsborgs kustartilleriregemente 1964–1967, studerade 1967–1970 vid Militärhögskolan, befordrades till kapten 1968 och tjänstgjorde 1970–1972 i Sjöoperativa avdelningen vid staben i Södra militärområdet. År 1972 befordrades han först till major och senare samma år till överstelöjtnant, varpå han var lärare i strategi vid Militärhögskolan 1972–1976, studerade vid US Marine Corps Command and Staff College 1973–1974 och var chef för Kustartilleriets personal- och organisationsavdelning i Sektion 4 vid Marinstaben 1976–1980.
Efter att under 1981 ha varit bataljonschef vid Vaxholms kustartilleriregemente befordrades Persson 1981 till överste, varpå han var chef för regementet 1981–1983. Han befordrades 1983 till överste av första graden och var chef för Norrlands kustartilleriförsvar 1983–1984 samt chef för Operationssektion 2 vid Operationsledningen i Försvarsstaben 1984–1987. År 1987 befordrades han till generalmajor, varefter han var chef för Marinstaben 1987–1994. Han var 1994–1996 operationsledare för internationella frågor vid Operationsledningen i Högkvarteret och var under 1996 stabschef vid staben i Norra militärområdet. Senare samma år (1996) befordrades han till generallöjtnant, varpå han var militärbefälhavare i Norra militärområdet 1996–1998 och pensionerades från Försvarsmakten 1998. Åren 1998–2003 var Persson verksam som militär rådgivare i Lettland.
Lars G. Persson invaldes 1975 som ledamot av Kungliga Örlogsmannasällskapet och utsågs 2013 till hedersledamot av sällskapet. Han invaldes 1982 som ledamot av Kungliga Krigsvetenskapsakademien.

### Utmärkelser
- Kommendör med stjärna av Norska förtjänstorden, 1992.[12]